# Frente Democrático
Frente Democrático, eller Fredemo, var en peruansk politisk allians som bildades av Movimiento Libertad, Acción Popular och Partido Popular Cristiano 1988. Fredemo ställde upp i 1989 års kommunval, och presidentvalet 1990, med Mario Vargas Llosa som sin kandidat.